# Canephora goudotii
Canephora goudotii är en måreväxtart som beskrevs av Herbert Fuller Wernham. Canephora goudotii ingår i släktet Canephora och familjen måreväxter. Inga underarter finns listade i Catalogue of Life.